# Ana Celentano
Ana Celentano (La Plata, provincia de Buenos Aires; 1 de agosto de 1969) es una actriz argentina de cine y televisión.

## Biografía
Nacida en La Plata, comenzó su carrera como actriz con un pequeño papel en la película Noche de los Lápices, donde interpretó a una estudiante. Posteriormente estudió actuación, y en los noventa integró el elenco de distintas series y películas, como Comix, cuentos de amor, de video y de muerte. Su etapa de mayor reconocimiento llegó con su papel de Clara Alvarado en la serie Okupas (2000), que con el paso de los años se convertiría en una serie de culto de la televisión argentina.
Con su rol protagónico en la película Las vidas posibles (2007) obtuvo su primer Cóndor de Plata.
Asimismo, distintos papeles en series destinadas al streaming como María Marta, el crimen del country (2022) y El reino (2021), volvieron a destacar su actuación. Nunca ocultó su militancia política de centro izquierda, que la llevó incluso a ser Secretaria Adjunta de la Asociación Argentina de Actores, como también a enfocarse en proyectos con personajes reivindicados por el feminismo argentino, como Eva Perón o Macacha Güemes, como también de problemáticas de género.

## Filmografía
| Año  | Título                                       | Personaje                     | Notas                       |
| ---- | -------------------------------------------- | ----------------------------- | --------------------------- |
| 1986 | La Noche de los Lápices                      | Estudiante                    |                             |
| 1995 | Comix, cuentos de amor, de video y de muerte | -                             | Episodio: "Fundido a negro" |
| 1997 | Canción desesperada                          | Rosana                        |                             |
| 1998 | Un argentino en New York                     | Paola                         |                             |
| 2001 | Mujer con bolso                              | Mujer con bolso               | Cortometraje                |
| 2001 | La fuga                                      | Mujer de Opitti               |                             |
| 2002 | En ausencia                                  | María                         | Cortometraje                |
| 2004 | Whisky Romeo Zulu                            | Mujer del fiscal              |                             |
| 2004 | Navidad en el placard                        | Marta                         |                             |
| 2004 | 18-J                                         | Hija                          | Episodio: "Mitzvah"         |
| 2004 | Vida en Marte                                | Betina                        |                             |
| 2006 | El pasado                                    | Carmen                        |                             |
| 2006 | La noche antes                               | Magdalena "Macacha" Güemes    | Cortometraje                |
| 2007 | El azul del cielo                            | -                             | Directora: Lucía Cedrón     |
| 2007 | Las vidas posibles                           | Carla                         |                             |
| 2008 | S.O.S. Ex                                    | -                             |                             |
| 2008 | Cordero de Dios                              | -                             |                             |
| 2009 | Felicitas                                    | Felisa Guerrero               |                             |
| 2009 | Distancias                                   | -                             | Cortometraje                |
| 2009 | Fantasma de Buenos Aires                     | Madre                         |                             |
| 2009 | Sangre del Pacífico                          | Sara                          |                             |
| 2009 | Alicia y John, el peronismo olvidado         | Alicia Eguren                 |                             |
| 2009 | Las viudas de los jueves                     | Teresa                        |                             |
| 2009 | Silencios                                    | Inés                          |                             |
| 2010 | Sin retorno                                  | Laura Bruckman de Fustiniano  |                             |
| 2010 | El mural                                     | Salvadora Medina Onrubia      |                             |
| 2011 | Las voces                                    | Ema                           |                             |
| 2012 | La memoria del muerto                        | -                             |                             |
| 2012 | Violencia madre                              | Mara                          | Cortometraje                |
| 2013 | Mala                                         | María                         |                             |
| 2013 | Navidad en el placard                        | Marta                         |                             |
| 2014 | Olvidados                                    | Andrea                        |                             |
| 2015 | La isla del viento                           | Delfina Molina                |                             |
| 2015 | Tuya                                         | Alicia Soria                  |                             |
| 2016 | El faro de las orcas                         | Marcela                       |                             |
| 2016 | No me mates                                  | Corina Fernandez              |                             |
| 2017 | Arpón                                        | Sonia                         |                             |
| 2017 | Te esperaré                                  | Paula                         |                             |
| 2019 | Te pido un taxi                              | Elba                          |                             |
| 2020 | Lejos de casa                                | Diana                         |                             |
| 2020 | Ojos de arena                                | Inés                          |                             |
| 2020 | El amor es más fácil                         |                               |                             |
| 2021 | Sector VIP                                   |                               |                             |
| 2021 | Yo nena, yo princesa                         | Directora del colegio público |                             |
| 2021 | Bigli                                        | Dolores                       |                             |

## Televisión
| Año       | Título                                  | Personaje           | Notas                          |
| --------- | --------------------------------------- | ------------------- | ------------------------------ |
| 1998      | Verano del 98                           | Mauge               |                                |
| 2000      | Los médicos de hoy                      |                     |                                |
| 2000      | Okupas                                  | Clara Alvarado      |                                |
| 2001      | 22, el loco                             | Marta               |                                |
| 2003      | Resistiré                               | Mabel               |                                |
| 2008      | Socias                                  | Ángela              | Episodio: «La vida según Erre» |
| 2010      | Lo que el tiempo nos dejó               | Rosa                | Episodio: «Te quiero»          |
| 2011      | Decisiones de vida                      | Elena               | Episodio: «Heridas»            |
| 2011      | Maltratadas                             | Grace               | Episodio: «Castillo de naipes» |
| 2012      | Diálogos fundamentales del bicentenario | N/A                 | Directora de proyecto          |
| 2013-2014 | Aliados                                 | Elena García Iturbe |                                |
| 2016      | La casa del mar                         | Clara Fonseca       |                                |
| 2018      | Encerrados                              | Esposa de Ernesto   | Episodio: «Monstruos»          |
| 2021      | El reino                                | Leticia             | Episodio: «Expiación»          |
| 2022      | Último primer día                       | Delfina             |                                |
| 2022      | María Marta, el crimen del country      | Irene Hurtig        |                                |
| 2023      | Frágiles                                | Rita                |                                |
| 2023-2024 | Madame Requin                           | Gobernadora Urrutia |                                |

### Videoclips
| Televisión | Televisión | Televisión | Televisión            | Televisión   |
| Año        | Título     | Artista    | Dirección             | Notas        |
| ---------- | ---------- | ---------- | --------------------- | ------------ |
| 2004       | Mi Ley     | La Ley     | Israel Adrián Caetano | Protagonista |

## Premios y nominaciones
| Año  | Premiación              | Categoría                 | Trabajo nominado   | Resultado | Ref.  |
| ---- | ----------------------- | ------------------------- | ------------------ | --------- | ----- |
| 2006 | Premios Cóndor de Plata | Revelación femenina       | Las vidas posibles | Ganadora  | [ 8 ] |
| 2006 | Premios Cóndor de Plata | Mejor actriz protagónica  | Las vidas posibles | Nominada  | [ 8 ] |
| 2008 | Premios Cine Ceará      | Mejor actriz protagónica  | Las vidas posibles | Ganadora  | [ 8 ] |
| 2009 | Premios Clarín          | Actriz de reparto en cine | Felicitas          | Ganadora  | [ 8 ] |
| 2011 | Premios Cóndor de Plata | Mejor actriz de reparto   | El mural           | Ganadora  |       |